# 羅島藍鳩
羅島藍鳩（学名：Alectroenas rodericana）是馬斯克林群島的羅德里格斯島上已滅絕的鴿。對牠們的意思只有一些胸骨及其他骨頭的亞化石，並一些描述。牠們的體型如白胸森鳩般大小，顏色呈灰色。牠們相信是一種溫馴的鳥類，並且喜歡吃瓜的種子。於1693年，在島上仍可見牠們的行蹤，並在海島上築巢。

## 發現及分類
羅島藍鳩一般被分類在Alectroenas屬中，但這個分類卻存在一些問題。由於牠們胸骨的形狀與其他鴿不同，故有可能是屬於一個未被描述的屬。牠們的胸骨最像Gallicolumba或是皇鳩屬胸骨的縮小版。若這種相似性並非源自趨同演化，根據渡渡鳥及羅德里格斯渡渡鳥的演化關係，羅島藍鳩可能是古代孤鴿科的近親。這並不表示羅島藍鳩就是Gallicolumba或皇鳩屬的近親，而可能是獨立地從幾百萬年前滅絕的印亞分支演化而來。
後來發現的兩個羅島藍鳩跗蹠骨，但卻有可能屬於Streptopelia duboisi。這種鳥並未曾有任何描述，最有可能是牠們分佈在海島上，後來被大家鼠所殺害而於1690年滅絕。另外亦有發現一個羅島藍鳩的肱骨。

## 滅絕
羅島藍鳩估計是於18世紀中期滅絕，當時正值大家鼠在牠們的巢穴橫行。